# Gamma Pyxidis
Gamma Pyxidis (γ Pyx / γ Pyxidis) é uma estrela gigante na constelação de Pyxis.